# Rombauer Roland
Rombauer Roland (Névváltozat: Loránt; Lorant) (Munkács, Magyar Királyság, 1837. — Montana, USA, 1898. november 20.) magyar emigráns, lovaskapitány az amerikai polgárháborúban; bányavállalkozó, majd tisztviselő az amerikai kormány erdészeti hivatalában.

## Életútja
Apja Rombauer Tivadar és három fivére (Rombauer Gyula Róbert, Rombauer E. Roderick, Rombauer Richárd, Richárd hősi halált halt 1849-ben a vízaknai csatamezőn) harcolt az 1848-49-es magyar szabadságharcban. Roland és öccse, Guidó még gyermekkorúak voltak, ők majd az emigrációban, az amerikai polgárháborúban tüntették ki magukat. Roland is családjával együtt Amerikában élt Davenport (Iowa) városában, majd St. Louisban.
Rombauer Roland az unionisták oldalán az Asbóth Sándor tábornok parancsnoksága alatt álló District of West Florida hadosztályban az első floridai lovasezred kapitánya volt, akit tábornoka Provost Marshall-nak nevezett ki. Tipikus magyar huszárkapitány volt, aki kiválóan szolgált az unionisták oldalán, az északiak seregében harcos társaival együtt hozzájárult ő is Amerika újbóli egyesítéséhez és a rabszolgák felszabadításához. 1865 november 15-én szerelt le századával együtt.
A polgárháború befejezése után az Amerikai Egyesült Államok északnyugati területeire látogatott, Montanába, ott bányák feltárásával próbálkozott, majd a kormány erdészeti hivatalának (U.S. Forest Reserve Service) tisztviselője lett. Rendszeresen lóháton tette meg az utat egyik erdészállomástól a másikig, egy alkalommal útközben szívszélhűdés érte. Úgy találták meg holtan egy erdei ösvényen 1898 november 20-án. Montana államban, Philipsburg város közelében temették el.

## Magánélete
1869-ben házasodott meg, felesége Engelmann Carolina volt és egy gyermekük született.